# Дурлах (футбольний клуб)
«Клуб загальних відів спорту Дурлах» або просто «Дурлах» (нім. Allgemeiner Sportverein Durlach e.V.) — німецька футбольна команда з однойменного району (раніше — міста) Карлсруе, у землі Баден-Вюртемберг.

## Досягнення
- Вербандсліга Північний Баден
  -  Чемпіон (3): 1993, 2005, 2008

- Ландесліга Середній Баден
  -  Чемпіон (1): 2015
  -  Срібний призер (1): 2014

- Кубок Північного Бадену
  -  Володар (1): 2008

## Статистика виступів
| Сезон     | Дивізіон                     | Рівень | Місце   |
| 1999–2000 | Вербандсліга Північний Баден | V      | 6-те    |
| 2000–01   | Вербандсліга Північний Баден | V      | 7-ме    |
| 2001–02   | Вербандсліга Північний Баден | V      | 3-тє    |
| 2002–03   | Вербандсліга Північний Баден | V      | 4-те    |
| 2003–04   | Вербандсліга Північний Баден | V      | 11-те   |
| 2004–05   | Вербандсліга Північний Баден | V      | 1-ше ↑  |
| 2005–06   | Оберліга Баден-Вюртемберг    | IV     | 16-те ↓ |
| 2006–07   | Вербандсліга Північний Баден | V      | 6-те    |
| 2007–08   | Вербандсліга Північний Баден | V      | 1-ше ↑  |
| 2008–09   | Оберліга Баден-Вюртемберг    | V      | 14-те   |
| 2009–10   | Оберліга Баден-Вюртемберг    | V      | 14-те   |
| 2010–11   | Оберліга Баден-Вюртемберг    | V      | 18-те ↓ |
| 2011–12   | Вербандсліга Північний Баден | VI     | 5-те    |
| 2012–13   | Вербандсліга Північний Баден | VI     | 13-те ↓ |
| 2013–14   | Ландесліга Середній Баден    | VII    | 2-ге    |
| 2014–15   | Ландесліга Середній Баден    | VII    | 1-ше ↑  |
| 2015–16   | Вербандсліга Північний Баден | VI     | 6-те    |
| 2016–17   | Вербандсліга Північний Баден | VI     | 4-те    |
| 2017–18   | Вербандсліга Північний Баден | VI     | 15-те ↓ |
| 2018–19   | Ландесліга Середній Баден    | VII    | 16-те ↓ |
| 2019–20   | Крейсліга Карлсруе           | VIII   | 4-те    |
| 2020–21   | Крейсліга Карлсруе           | VIII   |         |

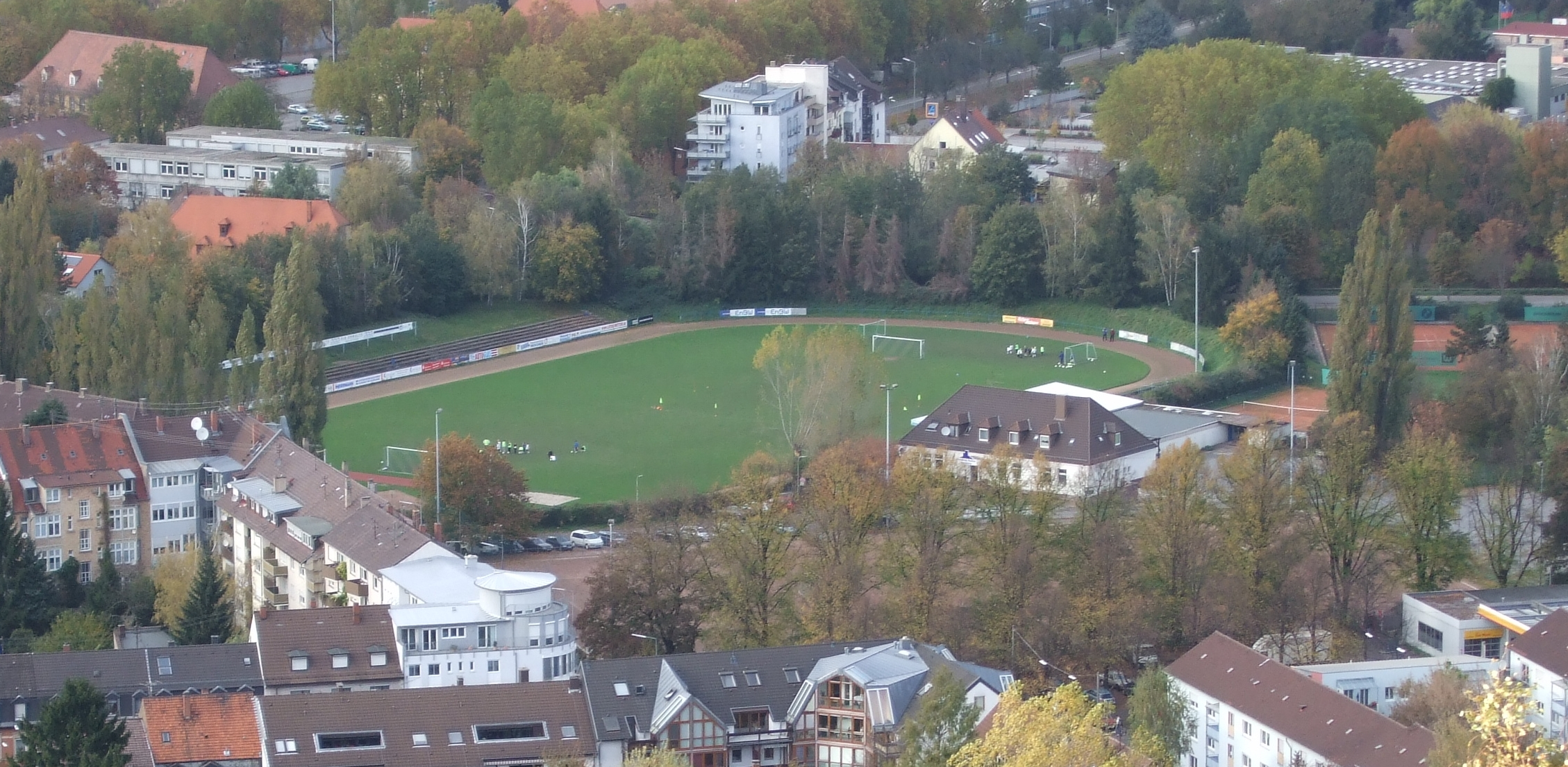
Футбольне поле «Дурлаха»

- З введенням Регіоналліг в 1994 році та 3 Ліги в 2008 році як нового третього дивізіону, нижче Другої Бундесліги, всі ліги опустилися нижче на один рівень.

| ↑ Підвищення | ↓ Вибуття |

## Відомі гравці
- Джером Гондорф
- / Віктор Пасулько